# Олімпійська збірна Німеччини з футболу
Олімпійська збірна Німеччини з футболу (нім. Deutsche Fußballolympiamannschaft) — олімпійська збірна команда, що представляє Німеччину на міжнародних змаганнях з футболу. Підпорядковується Німецькому футбольному союзу.

## Історія

### Між двома війнами (1912—1938)
Перший виступ збірної в 1912 зупинився на першому етапі поразкою від австрійців 1:5. У втішному раунді спочатку розгромили росіян 16:0, нападник Готтфрід Фукс забив в тому матчі десять м'ячів, а потім поступились угорцям 1:3.
Олімпійські ігри 1920 та 1924 німці пропустили.
У 1928 в першому раунді переграли швейцарців 4:0, а в чвертьфіналі вщент програють уругвайцям 1:4.
У 1932 футбол не був включений до Олімпійських ігор.
Ігри 1936 проходили в Третьому Рейху. На першому етапі здобута перемога над Люксембургом 9:0, а в чвертьфіналі поступились Норвегії 0:2.

### Часи роз'єднання (1948—1988)
У 1948 німцям було заборонено виступати на Олімпіаді, а перед іграми 1952 року Німеччина була поділена на три частини: Східну Німеччину, протекторат Саар та Західну Німеччину. Східна Німеччина відмовилась виставити об'єднану команду. Тож олімпійська збірна 1952 була складена повністю з гравців, що представляли Західну Німеччину. Цей турнір приніс найкращі результати за час виступів на олімпійських іграх. У першому раунді переграли єгиптян 3:1, в чвертьфіналі здолали Бразилію 4:2 у додатковий час, в півфіналі поступились збірній Югославії 1:3, а в матчі за третє місце шведам 0:2 та вперше потрапили до четвірки найкращих збірних.
На трьох Олімпіадах з 1956 по 1964 виступала Об'єднана німецька команда, але тільки в 1956 виступала футбольна збірна, яка завершила боротьбу на першому етапі поступившись збірній СРСР 1:2.
У 1968 не кваліфікувалась на ігри, а в себе вдома в 1972 вигравши групу «А» здобувши три перемоги з різницею м'ячів 13:0, на другому груповому етапі посіли лише третє місце в групі припинили виступи.
Не брали участі в двох наступних Олімпіадах, якщо до Монреаля не кваліфікувались то змагання в Москві пропустили через бойкот.
У 1984 пробились до чвертьфіналу, а в Сеулі вперше потрапили до чільної трійки посівши третє місце.

### Після возз'єднання

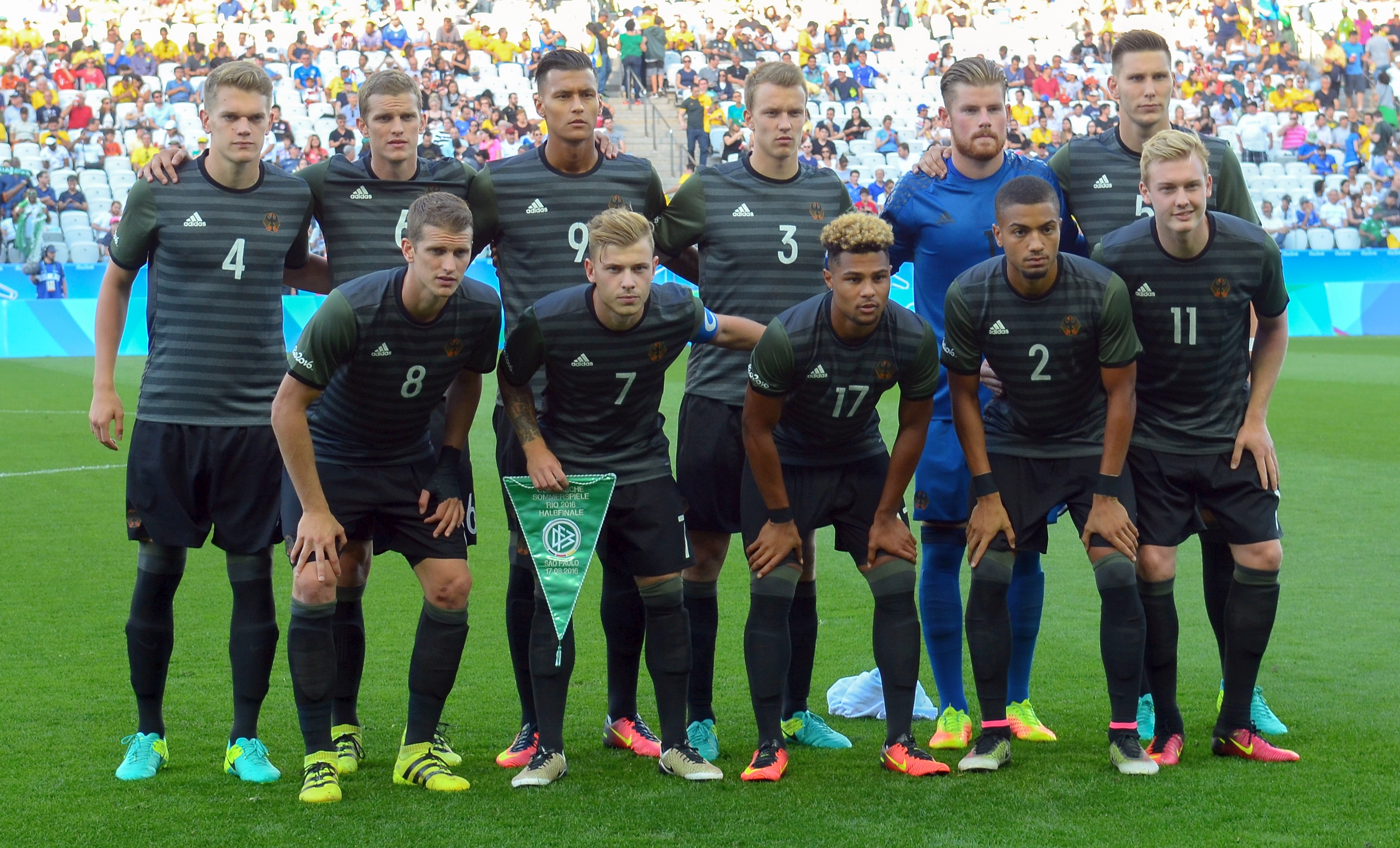
Збірна перед матчем з нігерійцями.

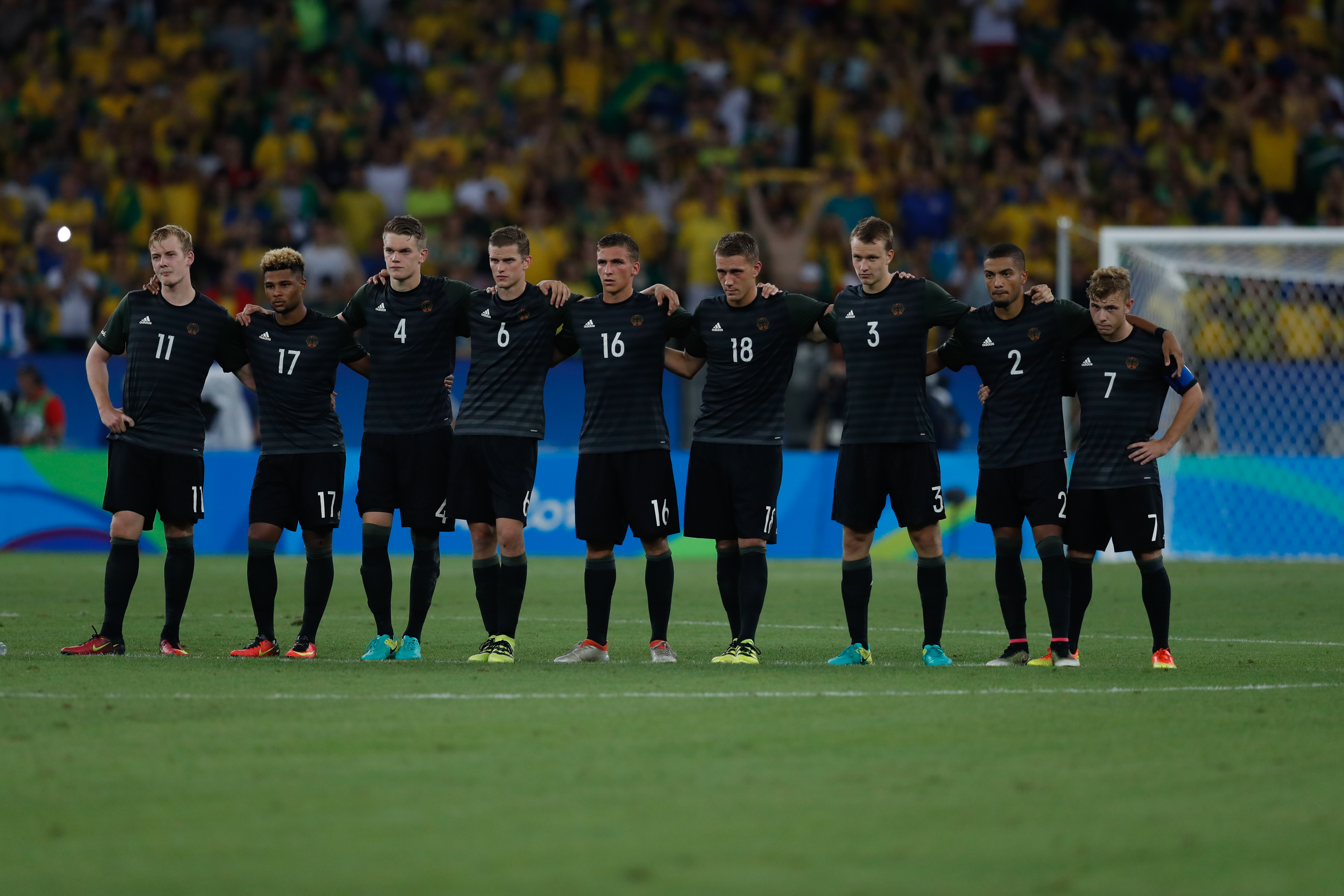
Німецька команда під час серії пенальті в Олімпійському фіналі.

Після об'єднання двох Німеччин, німецькі футболісти з 1992 по 2012 не кваліфікувались на Олімпійські ігри, а в 2016 вперше здобули срібні медалі Олімпіади. Список срібних медалістів:
|          | |  |
|          | |  |
| ОІ-2016: | Тімо Горн, Джеремі Тольян, Лукас Клостерманн, Маттіас Гінтер, Ніклас Зюле, Свен Бендер, Макс Маєр, Ларс Бендер, Даві Зельке, Леон Горецка, Юліан Брандт, Яннік Гут, Філіпп Макс, Роберт Бауер, Макс Крістіансен, Гриша Премель, Серж Гнабрі, Нільс Петерсен |  |

## Статистика виступів
| 1912 | 1-й раунд               | Німецька імперія           |                         |                         |
| 1920 | Позбавлені права участі | Позбавлені права участі    | Позбавлені права участі | Позбавлені права участі |
| 1924 | Позбавлені права участі | Позбавлені права участі    | Позбавлені права участі | Позбавлені права участі |
| 1928 | чвертьфінал             | Німеччина                  |                         |                         |
| 1936 | чвертьфінал             | Третій Рейх                |                         |                         |
| 1948 | Позбавлені права участі | Позбавлені права участі    | Позбавлені права участі | Позбавлені права участі |
| 1952 | 4-е місце               | Західна Німеччина          |                         |                         |
| 1956 | 1-й раунд               | Об'єднана німецька команда |                         |                         |
| 1960 | не кваліфікувалась      | не кваліфікувалась         | не кваліфікувалась      | не кваліфікувалась      |
| 1964 | не брали участі         | не брали участі            | не брали участі         | не брали участі         |
| 1968 | не кваліфікувалась      | не кваліфікувалась         | не кваліфікувалась      | не кваліфікувалась      |
| 1972 | 2-й раунд               | Західна Німеччина          |                         |                         |
| 1976 | не кваліфікувалась      | не кваліфікувалась         | не кваліфікувалась      | не кваліфікувалась      |
| 1980 | не кваліфікувалась      | не кваліфікувалась         | не кваліфікувалась      | не кваліфікувалась      |
| 1984 | Чвертьфінал             | Західна Німеччина          |                         |                         |
| 1988 | Бронза                  | Західна Німеччина          |                         |                         |
| 1992 | не кваліфікувалась      | не кваліфікувалась         | не кваліфікувалась      | не кваліфікувалась      |
| 1996 | не кваліфікувалась      | не кваліфікувалась         | не кваліфікувалась      | не кваліфікувалась      |
| 2000 | не кваліфікувалась      | не кваліфікувалась         | не кваліфікувалась      | не кваліфікувалась      |
| 2004 | не кваліфікувалась      | не кваліфікувалась         | не кваліфікувалась      | не кваліфікувалась      |
| 2008 | не кваліфікувалась      | не кваліфікувалась         | не кваліфікувалась      | не кваліфікувалась      |
| 2012 | не кваліфікувалась      | не кваліфікувалась         | не кваліфікувалась      | не кваліфікувалась      |
| 2016 | Срібло                  | Німеччина                  |                         |                         |
| 2020 | Груповий етап           | Німеччина                  |                         |                         |
| 2024 | не кваліфікувалась      | не кваліфікувалась         | не кваліфікувалась      | не кваліфікувалась      |

## Тренери
- Комітет НФС: 1912 — Стокгольм
- Отто Нерц: 1928 — Амстердам і 1936 — Берлін
- Зепп Гербергер: 1952 — Гельсінкі і 1956 — Мельбурн
- Юпп Дерваль: 1972 — Мюнхен
- Еріх Ріббек: 1984 — Лос-Анджелес
- Ганнес Лер: 1988 — Сеул
- Горст Грубеш: 2016 — Ріо-де-Жанейро
- Штефан Кунц: 2020 — Токіо